# Basaltandesit

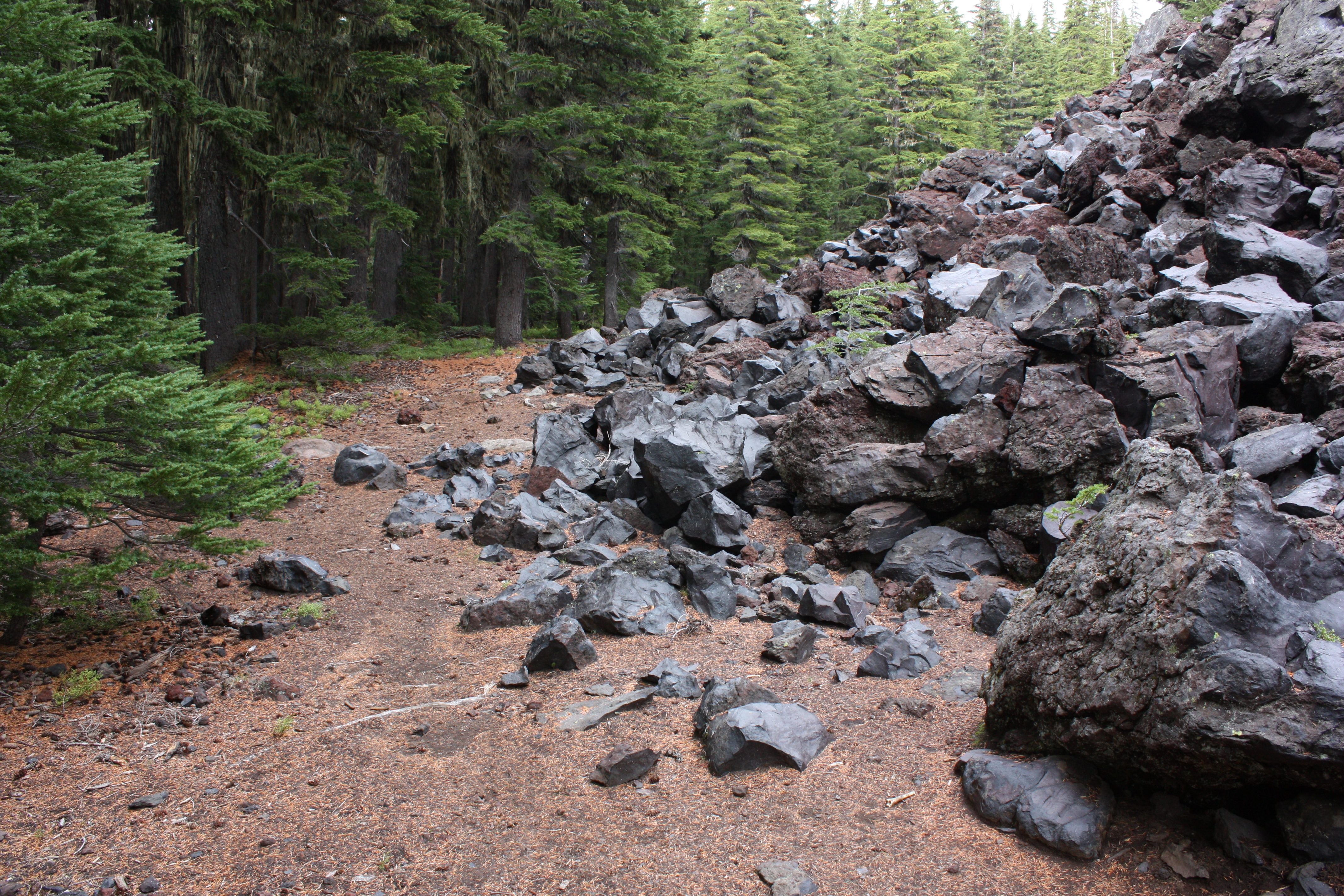
Basaltischer Andesit im Kaskadengebirge

Basaltandesit (auch Basaltischer Andesit) ist ein vulkanisches Gestein aus der Familie der Andesite.

## Zusammensetzung
In der schwarzen Grundmasse gibt es sichtbare Kristalle aus Plagioklas, Olivine und Augit.
Im TAS-Diagramm ist es im Feld O1 angesiedelt und gehört mit einem Anteil von 52 bis 57 Gew% SiO2 zu den intermediären Gesteinen.

## Vorkommen
- Hegau oder am Donnersberg in Deutschland
- Volcán de Agua in Guatemala
- Mount Shasta,[1] Three Sisters im Kaskadengebirge an der Westküste der USA
- Dekkan-Trapp in Indien